# ブーヴィーヌ
ブーヴィーヌ （Bouvines）は、フランス、オー＝ド＝フランス地域圏、ノール県のコミューン。1214年に起きたブーヴィーヌの戦いの地として知られる。

## 地理
ブーヴィーヌはリールの南東に位置している。マルク川の右岸に位置し、アラスとトゥルネー間を結ぶローマ街道が通っていた。

## 由来
1164年にはBovinesと記されていた。フラマン語ではBovingenとなる。

## 歴史
メロヴィング朝時代の墓が発掘されたため、古代から人が住んでいたことが証明された。特筆すべきは、非常に古くから、マルク川を渡るための橋がかけられていたことである。名の由来はわかっていない。『よく耕された土地』を意味するガロ＝ローマ語から派生したフラマン語のbouvinoからきたのではないかと考えられている。899年の勅令においてシャルル2世はBovignoleと記し、一方1002年にフランドル伯はVilla bovinasと記している。
1214年7月27日、フィリップ2世は、神聖ローマ皇帝オットー4世とフランドル伯フェランの同盟軍に勝利した。同盟軍側にはジョン王が加わっており（戦いには参加していない）、2000人の騎士を含むおよそ24000名の兵がいた。対してフィリップ2世勢にはドルー伯ロベール、ブルゴーニュ公ウードがいた。1500人の騎士を含む20000人の兵がいた。
同盟軍は戦略として、フランス軍を取り囲み苛もうとしたが、ジョン王が諜報活動に没頭していたため実際の戦略は失敗してしまった。この戦いでは、封建貴族や戦争の専門家たちで構成される軍を、フランス諸都市の民兵たちで構成される軍が打ち負かした。情報源が信頼できるとすれば、この勝利は王の周りに集まった人々が祝い、王の威信を高めるのに役立った。これはおそらく善良な王の神話の始まりであり、フランス革命まで壊れることがなかった。

## 人口統計
| 1962年 | 1968年 | 1975年 | 1982年 | 1990年 | 1999年 | 2006年 | 2011年 |
| ------ | ------ | ------ | ------ | ------ | ------ | ------ | ------ |
| 564    | 560    | 611    | 577    | 683    | 772    | 723    | 704    |

参照元:1999年までEHESS、2004年以降INSEE

## 史跡
- サン・ピエール教会 - 13世紀にゴシック様式で建設。現在の建物は1880年から1885年の間に建てられた。ブーヴィーヌの戦いの場面を描いたステンドグラスが歴史文化財指定されている[5][6]。
- サン・ピエールの泉 - 戦いに赴く前のフィリップ2世が休憩したと伝わっている。

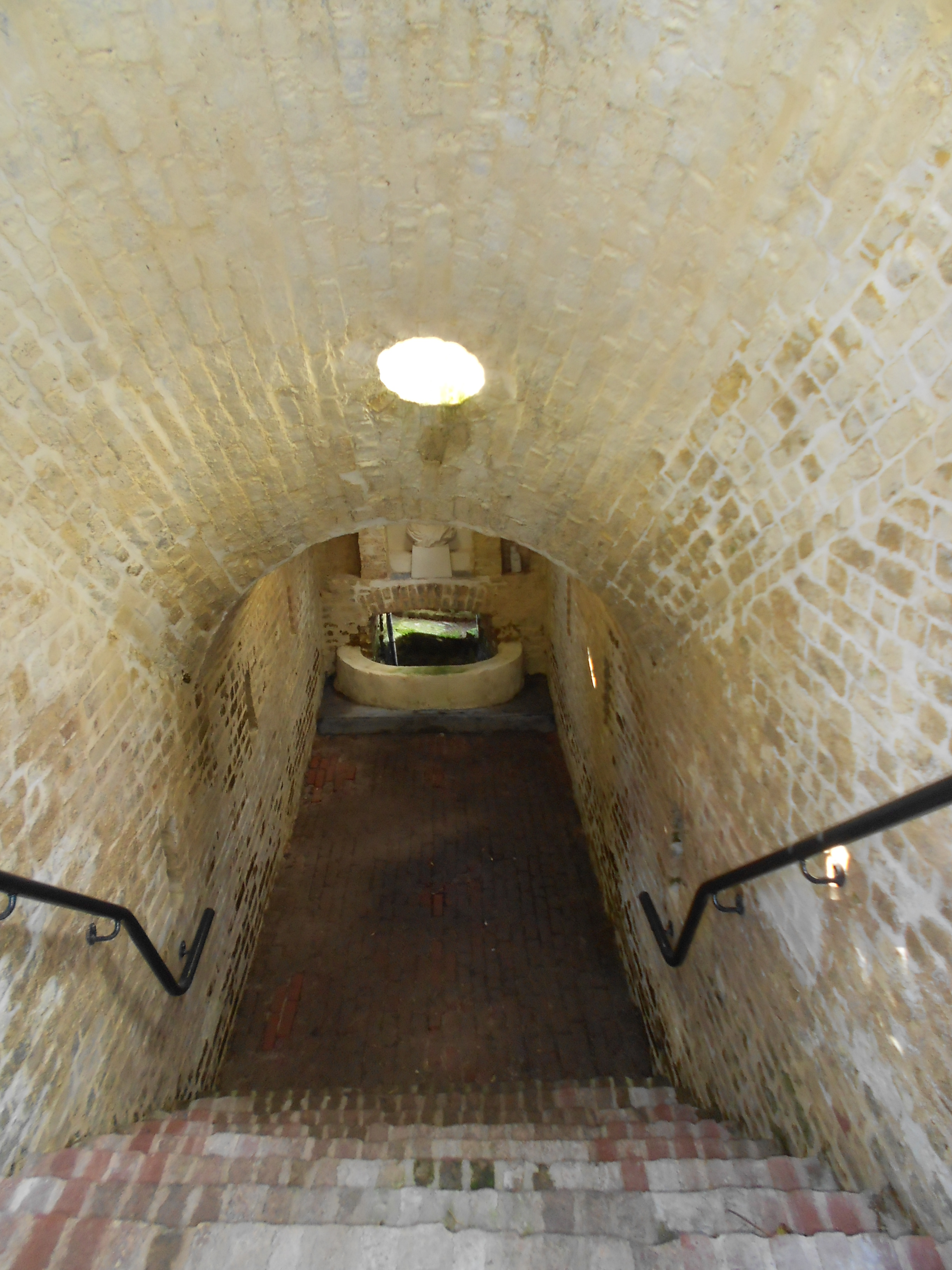
サン・ピエールの泉
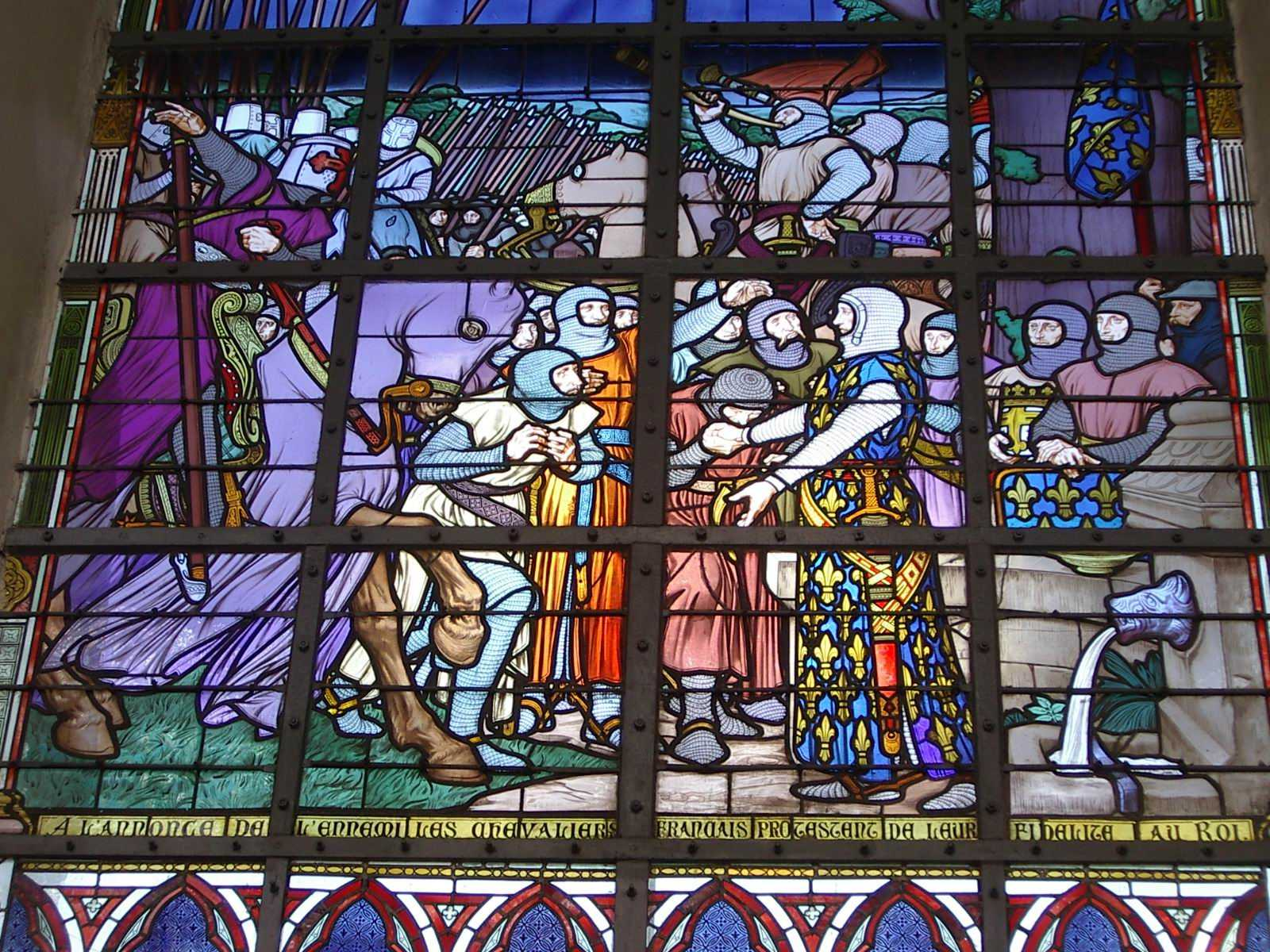
ステンドグラス